# Turó dels Ginebrons
El Turó dels Ginebrons és una muntanya de 1.208 metres que es troba entre els municipis d'Arbúcies, a la comarca de la Selva i de Montseny, a la comarca del Vallès Oriental.